# Becze
Becze – polski herb szlachecki, z indygenatu.

## Opis herbu
W polu barwy niewiadomej ręka zbrojna w rękawicy, trzymająca szablę obtłuczoną, pod którą głowa ścięta.

## Najwcześniejsze wzmianki
Zatwierdzony indygenatem 13 kwietnia 1592 Władysławowi Becze, szlachcicowi węgierskiemu.

## Herbowni
Becze.